# Бруни, Лев Александрович
Лев Алекса́ндрович Бру́ни (8 [20] июля 1894, село Алексеевка, Новгородская губерния — 26 февраля 1948, Москва) — русский и советский живописец из семьи Бруни, деятель русского авангарда, график-иллюстратор и военный корреспондент. Автор многочисленных контррельефов в стилистике конструктивизма.

## Биография
В раннем детстве, в 1896—1897 годах перенёс тяжёлый менингит, после которого осталось сильное косоглазие; в школьные годы — тяжёлую скарлатину, после которой частично потерял слух.
Первые уроки получил от своего деда, архитектора Александра Бруни. Согласно Владимиру Милашевскому, с которым они были друзья, в детстве был «типичным вундеркиндом».
В 1903—1908 годах учился в Тенишевском училище, но не окончил его по состоянию здоровья, с ним дома занимался отчим С. К. Исаков. С 14 лет увлёкся живописью. Вольнослушателем посещал Академию художеств: мастерскую Я. Ф. Ционглинского и мастерскую Ф. А. Рубо (1910—1911), Батальный класс Н. С. Самокиша (1913—1916). В 1912—1913 гг. учился в Академии Жюлиана (Париж) — посещал мастерскую Жана-Поля Лорана.
Летом 1913 года был во Пскове, в августе — сентябре — в Коктебеле, где познакомился с художниками кружка Макса Волошина — Константином Кандауровым, Константином Богаевским и Юлией Оболенской, а также с Мариной Цветаевой и её мужем Сергеем Эфроном.
В 1914 г. вместе с Петром Митуричем работал журнальным иллюстратором в журналах «Голос жизни», «Вершины», а также в «Новом журнале для всех» (его художественный отдел возглавлял отчим С. К. Исаков); в последнем оформил обложки (№ 11, 12 за 1914 г.), опубликовал статью о Натане Альтмане (№ 4 за 1915 г.).
Под влиянием Константина Бальмонта иллюстрировал поэму Шота Руставели «Витязь в тигровой шкуре»; две акварели — «Плач Тариэла» и «Бой Автандила», экспонировавшиеся на выставке «Мира искусства» (Петроград, 1915) — принесли Льву Бруни первую известность и первый коммерческий успех, они были куплены неким грузинским князем. Там же выставлялся и большой акварельный портрет Бальмонта («голубой портрет»), выполненный Львом Бруни.
Летом 1915 г. несколько месяцев провёл в горах Хевсуретии, где написал серию рисунков «Воспоминания о Хевсуретии», которую посвятил своему другу поэту Михаилу Зенкевичу. Восемь рисунков из этой серии также выставлялись на «Мире искусства» (1915).
В начале 1920-х по приглашению Фаворского переехал с семьёй в Москву. Возглавлял графическую, затем — монументальную мастерскую ВХУТЕМАСа-ВХУТЕИНа.
В 1934 г. Лев Бруни едет в творческую командировку в Узбекистан (Самарканд) и Таджикистан (Сталинабад (ныне Душанбе)). Его сопровождают жена Нина
Константиновна и скульптор Нина Нисс-Гольдман, с которой он дружил до конца своей жизни.
Портретное творчество Бруни не отличается разнообразием. Кроме семьи он рисовал только друзей и тех, кто близок ему по духу: пианист Владимир Софроницкий, скульптор Нина Нисс-Гольдман, художник Мария Спендиарова.
Умер от лимфогранулематоза. Похоронен на Даниловском кладбище, участок 4.

#### Скульптура
В начале тридцатых Лев Бруни увлекся скульптурой, чему способствовала скульптор Нина Нисс-Гольдман, она и стала учителем Льва Бруни. Они работали вместе и сделали несколько гипсовых этюдов обнаженной натуры. Для заработка (и это было главной целью скульптурных занятий) – гипсовый бюст В. Менжинского (1937). Вскоре Бруни оставил скульптуру, но важность нового художественного опыта оценил: 

Я очень благодарен Нисс за то, что она меня вовлекла в эту авантюру со скульптурой – мне стало интересно её рассматривать и теперь я её также хорошо понимаю, как живопись.

## Семья
Отец — Александр Александрович Бруни, академик архитектуры (1891), сын академика архитектуры Александра Константиновича Бруни (1825—1915); внучатый племянник академика живописи Фёдора Антоновича Бруни (1799—1875).
Мать — Анна Александровна Соколова (1864—30.10.1948), дочь академика живописи Александра Петровича Соколова (1829—1913) и Анастасии Михайловны Загряжской; внучка академика Академии художеств Петра Фёдоровича Соколова, внучатая племянница профессора Академии художеств Карла Павловича Брюллова. После развода с А. А. Бруни вышла замуж за Сергея Константиновича Исакова (развелись в 1916/1917 году).
- брат — Николай (1891—1938), живописец, музыкант, поэт, прозаик, лётчик, авиаконструктор, священник.

Жена (с 23 мая 1919 года) — Нина Константиновна Бальмонт (1901—1989), дочь поэта Константина Бальмонта (1867—1942) и Екатерины Алексеевны Андреевой (1868—1952). В браке имел семерых детей:
- Иван (1920—1995) — художник, участник Великой Отечественной войны, был ранен в 1941 году под Смоленском; в 1945 году поступил в Латвийскую Академию художеств; женат (с 1948 г.) на Нине Рещиковой;
- Нина (род. 1922);
- Лаврентий (1924)[5] — был ранен на фронте, умер 11 августа 1943 года[6];
- Андрей (1929—1931);
- Василий (1935—2014);
- Марианна (в замуж. Валайтис[7][8]; род. 1940).

## Музейные коллекции
По данным Государственного музейного каталога РФ на 08.12.2023 160 работ Льва  Бруни находится фондах музеев России. В том числе:
- Государственная Третьяковская галерея:

«Настя» (1915), «Кенгуру» (1926—1927), «Судак. У речки» (1937).
- Русский Музей:

«Радуга».